# Microlenecamptus obsoletus
Microlenecamptus obsoletus är en skalbaggsart som först beskrevs av Leon Fairmaire 1888.  Microlenecamptus obsoletus ingår i släktet Microlenecamptus och familjen långhorningar.
Artens utbredningsområde är Taiwan. Inga underarter finns listade i Catalogue of Life.